# 29e cérémonie des Casting Society of America Awards
La 29e cérémonie des Casting Society of America Awards (CSA Awards) ou Artios Awards, décernés par la Casting Society of America, a eu lieu le 19 novembre 2013 simultanément à New York et à Los Angeles et a récompensé les meilleurs castings de cinéma, de série télévisée et de pièce de théâtre.

## Palmarès

### Cinéma
- Film dramatique commercial : Argo – Lora Kennedy
- Film de comédie commercial : Happiness Therapy –  Mary Vernieu, Lindsay Graham, Diane Heery, Jason Loftus
- Film dramatique de studio ou indépendant : Mud : Sur les rives du Mississippi - Francine Maisler, Diana Guthrie
- Film comique de studio ou indépendant : Moonrise Kingdom - Douglas Aibel, Henry Russell Bergstein
- Film à petit budget comique ou dramatique : The Sessions - Ronnie Yeskel
- Film d'animation : Les Mondes de Ralph – Jamie Sparer Roberts
- Court-métrage : The Learning Curve - Kendra Patterson

### Télévision
- Série dramatique de journée : Les Feux de l'amour – Judy Blye Wilson
- Pilote de série dramatique : House of Cards - Laray Mayfield
- Pilote de série comique : The Mindy Project - Felicia Fasano
- Série télévisée dramatique : Homeland – Judy Henderson, Craig Fincannon, Lisa Mae Fincannon
- Série télévisée comique : Girls – Jennifer Euston
- Téléfilm ou mini-série : Ma vie avec Liberace - Carmen Cuba, Wittney Horto
- Série pour enfants : iCarly - Krisha Bullock, Jennifer K.M. Treadwell
- Série d'animation : Les Griffin – Linda Lamontagne

### Théâtre
- Pièce dramatique à Broadway, New York : Golden Boy - Daniel Swee
- Pièce comique à Broadway, New York : Vanya and Sonia and Masha and Spike Daniel Swee
- Pièce musicale à Broadway, New York : Kinky Boots (comédie musicale) - Bernard Telsey, Justin Huff
- Pièce musicale ou comique à New York : The Madrid - David Caparelliotis
- Pièce dramatique à New York : If There Is I Haven’t Found It Yet - Jim Carnahan
- Performance théâtrale spéciale dans l'Est : Merrily We Roll Along – Jay Binder
- Théâtre régional dans l'Est : La Ménagerie de verre - Jim Carnahan, Stephen Kopel
- Théâtre régional dans l'Ouest : Pygmalion - David Caparelliotis
- Théâtre à Los Angeles Theatre : Joe Turner’s Come and Gone - Joanne DeNaut, Andy Crocker

### Artios Awards d'honneur
- Career Achievement Award : Nina Tassler
- Hoyt Bowers Award : Linda Lowy
- The New York Apple Award : Michael J. Fox